# Élections législatives de 2022 dans les Ardennes
Les élections législatives françaises de 2022 se déroulent les 12 et 19 juin 2022. Dans les Ardennes, trois députés sont à élire dans le cadre de trois circonscriptions.

## Contexte

### À l'Assemblée
2017 marque un grand chelem pour Les Républicains au cours des élections législatives ardennaises. Jean-Luc Warsmann est réélu pour la cinquième fois à Sedan, Bérengère Poletti pour la quatrième fois à Charleville-Rethel et Pierre Cordier entre à l'Assemblée depuis le secteur de Givet.
Membre de 2002 à 2009 de la commission des Affaires culturelles, familiales et sociales, puis de 2009 à 2017 de la commission des affaires sociales, Bérengère Poletti change de commission pour la XVe législature. La députée choisit la commission des affaires étrangères dont elle devient secrétaire. Au cours de ce mandat, elle est membre de six missions d'information et est co-rapporteure de trois d'entre elles. La première est consacrée à l'aide française au développement, de 2017 à 2018, la seconde à l'environnement international des DROM-COM, de 2019 à 2020. La troisième, lancée en mars 2021, est dédiée aux politiques étrangères françaises et européennes envers la Chine. Bérengère Poletti est également secrétaire de deux commissions d'enquête, l'une centrée sur l'alimentation industrielle en 2018 et l'autre consacrée à la lutte contre la prolifération des moustiques Aedes et des maladies vectorielles, en 2020. De plus, elle est co-présidente du groupe d'études sur la coopération au développement, vice-présidente des groupes d'études respectivement dédiés aux droits de l'enfant et aux mineurs non accompagnés. La députée Poletti est enfin présidente du groupe d'amitié France-Pays-Bas. Elle également l'auteure de près d'une trentaine de propositions de loi au cours de cette législature.
Pour son premier mandat à l'Assemblée, Pierre Cordier s'apparente au groupe Les Républicains. Il intègre à son arrivée à l'Assemblée la commission des affaires étrangères, comme sa collègue Poletti. Le député est membre de cinq missions d'information au cours de son mandat. Il est notamment co-rapporteur entre 2017 et 2018 d'une mission sur la diplomatie économique française, et rapporteur d'une seconde mission en 2019 consacrée au bilan de la lutte contre les montages transfrontaliers,. Fin 2021, il est vice-président d'une commission d'enquête s'intéressant à la chute de la part de l'industrie dans le PIB français et aux moyens pour relocaliser cette industrie. Pierre Cordier est également secrétaire d'un groupe d'études dédié à la vie associative et au bénévolat. Auteur d'une vingtaine de propositions de loi, l'une d'entre elles, déposée en 2021, vise à rendre obligatoire la signalisation des radars mobiles.
Comme c'est le cas depuis son entrée à l'Assemblée depuis 1995, Jean-Luc Warsmann réintègre en 2017 la commission des Lois, dont il a été le président de 2007 à 2012. Le député Warsmann change plutôt ses habitudes en termes de groupe. Membre des groupes RPR, UMP puis LR jusqu'en 2017, il s'engage au sein du groupe Les Constructifs et vote la confiance au gouvernement Philippe. Il vote la confiance au gouvernement Castex à nouveau en 2020. Fin 2017, Jean-Luc Warsmann est co-rapporteur d'une mission d'information consacrée aux "moyens de lutter contre la surtransposition des directives européennes dans le droit français",. Il préside de septembre 2020 à 2022 une mission d'information s'intéressant à la question de la souveraineté numérique. Tout au long de la législature, il préside également un groupe de travail, s'inscrivant dans une démarche de modernisation de l'Assemblée, consacré à la procédure législative, l'organisation parlementaire et les droits de l'opposition. En 2019, il est aussi membre d'une mission auprès du gouvernement ayant pour objet les avoirs criminels. Jean-Luc Warsmann est aussi à l'origine d'une cinquantaine de propositions de loi pendant ce cinquième mandat complet.

### Élections intermédiaires
Les échéances européennes de 2019 confirment l'ancrage à droite du département. Les Ardennes offrent à la liste d'extrême droite de Jordan Bardella son cinquième meilleur score départemental, derrière Mayotte, l'Aisne, le Pas-de-Calais et la Haute-Marne. La liste RN frôle 36 % des voix. La liste Loiseau soutenu par le président de la République accuse 19 points de retard et obtient ici à l'inverse son dixième pire score départemental. EELV n'obtient que 8,5 % des voix, soit son sixième pire score national, cinq points en deçà de sa moyenne nationale. Malgré cela, les écologistes devancent de peu les Républicains, qui à 8,1 % s'approchent de leur moyenne nationale. Charleville-Mézières réduit l'écart entre les deux premières listes mais celui-ci reste sensible (29 à 20 % des voix) tandis que les écologistes atteignent 11 % des voix. Sedan vote pour Bardella à 32,5 % mais on peut remarquer la troisième place de la France insoumise à 10 %, juste devant les écologistes à 9 %.
Les municipales de 2020 dans les communes du département de plus de 2 000 habitants sont contrastées. Alors que le maire LR de Charleville-Mézières Boris Ravignon est très largement réélu après avoir pris la ville à la gauche en 2014, ailleurs, cette dernière peut trouver des sources de satisfaction. Sedan, deuxième ville du département, leur reste acquise, ainsi que Nouzonville. Une liste de gauche reprend Fumay au maire passé marcheur tandis que le maire LREM de Bogny-sur-Meuse est remplacé par une liste DVG. Cependant la droite reste majoritaire, en conservant des villes comme Rethel, Givet et Revin.
Après des élections de 2015 qui avaient vu l'opposition de gauche diviser par deux son nombre de sièges, les élections départementales de 2021 sont une répétition générale de 2015. La droite conserve 15 cantons à 4 pour la gauche - Bogny-sur-Meuse, Nouvion-sur-Meuse, Revin et Villers-Semeuse. Cependant, si en termes de répartition partisane, les choses évoluent peu, 15 postes de conseiller sur 38 sont renouvelés. Parmi ceux qui ne se représentaient pas, Bérengère Poletti, jusqu'ici conseillère pour Château-Porcien. Quatre des sortants de droite sont défaits par des opposants également de droite à Givet, Rethel et Signy-l'Abbaye. Cependant, le député Pierre Cordier est réélu largement à Charleville-Mézières-2. Le président du conseil, Noël Bourgeois, composant le seul binôme réélu dès le premier tour dans le département, est confirmé dans ses fonctions après l'élection.
Le scrutin régional simultané confirme l'ancrage marqué à droite du département. Les Ardennes sont le seul département du Grand Est à donner une majorité absolue de ses voix à Jean Rottner au second tour. La liste du président sortant obtient un peu plus de 51 % des voix contre 26 % à la liste RN et seulement 17 % pour la liste d'union de la gauche et à peine 6 % pour celle de la majorité présidentielle. Cette victoire est amplifiée à Charleville avec 55 % pour la liste Rottner contre 20 % à la liste RN qui devance la gauche de 30 voix. À noter la présence, en troisième position dans le département, du député Warsmann sur la liste Rottner.

### Résultats de l'élection présidentielle de 2022 par circonscription
| Circonscription | 1er tour | 1er tour | 1er tour | 1er tour | 1er tour  | 1er tour |         | 2d tour | 2d tour | 2d tour | 2d tour |
| Circonscription | Macron   | +/-      | Le Pen   | +/-      | Mélenchon | +/-      | Macron  | +/-     | Le Pen  | +/-     |         |
| --------------- | -------- | -------- | -------- | -------- | --------- | -------- | ------- | ------- | ------- | ------- | ------- |
| Circonscription |          |          |          |          |           |          |         |         |         |         |         |
| 1re             | 25,17 %  | 6,37     | 35,25 %  | 2,98     | 15,20 %   | 0,81     | 45,18 % | 5,94    | 54,82 % | 5,94    |         |
| 2e              | 21,21 %  | 3,13     | 35,88 %  | 2,58     | 19,99 %   | 1,36     | 42,15 % | 8,96    | 57,85 % | 8,96    |         |
| 3e              | 24,23 %  | 6,23     | 37,12 %  | 4,41     | 14,99 %   | 1,42     | 42,16 % | 7,66    | 57,84 % | 7,66    |         |

## Système électoral
Les élections législatives ont lieu au scrutin uninominal majoritaire à deux tours dans des circonscriptions uninominales.
Est élu au premier tour le candidat qui réunit la majorité absolue des suffrages exprimés et un nombre de voix au moins égal au quart (25 %) des électeurs inscrits dans la circonscription. Si aucun des candidats ne satisfait ces conditions, un second tour est organisé entre les candidats ayant réuni un nombre de voix au moins égal à un huitième des inscrits (12,5 %) ; les deux candidats arrivés en tête du premier tour se maintiennent néanmoins par défaut si un seul ou aucun d'entre eux n'a atteint ce seuil. Au second tour, le candidat arrivé en tête est déclaré élu.
Le seuil de qualification basé sur un pourcentage du total des inscrits et non des suffrages exprimés rend plus difficile l'accès au second tour lorsque l'abstention est élevée. Le système permet en revanche l'accès au second tour de plus de deux candidats si plusieurs d'entre eux franchissent le seuil de 12,5 % des inscrits. Les candidats en lice au second tour peuvent ainsi être trois, un cas de figure appelé « triangulaire ». Les second tours où s'affrontent quatre candidats, appelés « quadrangulaire » sont également possibles, mais beaucoup plus rares.

### Partis et nuances
Les résultats des élections sont publiés en France par le ministère de l'Intérieur, qui classe les partis en leur attribuant des nuances politiques. Ces dernières sont décidées par les préfets, qui les attribuent indifféremment de l'étiquette politique déclarée par les candidats, qui peut être celle d'un parti ou une candidature sans étiquette.
En 2022, seules les coalitions Ensemble (ENS) et Nouvelle Union populaire écologique et sociale (NUP), ainsi que le Parti radical de gauche (RDG), l'Union des démocrates et indépendants (UDI), Les Républicains (LR), le Rassemblement national (RN) et Reconquête (REC) se voient attribuer  une nuance propre,,.
Tous les autres partis se voient attribuer l'une ou l'autre des nuances suivantes : DXG (divers extrême gauche), DVG (divers gauche), ECO (écologiste), REG (régionaliste), DVC (divers centre), DVD (divers droite), DSV (droite souverainiste) et DXD (divers extrême droite). Des partis comme Debout la France ou Lutte ouvrière ne disposent ainsi pas de nuance propre, et leurs résultats nationaux ne sont pas publiés séparément par le ministère, car mélangés avec d'autres partis (respectivement dans les nuances DSV et DXG),.

## Résultats

### Élus
| Circonscription                                 | Député sortant      | Parti | Parti | Député élu ou réélu | Parti | Parti |
| ----------------------------------------------- | ------------------- | ----- | ----- | ------------------- | ----- | ----- |
| 1re                                             | Bérengère Poletti * |       | LR    | Lionel Vuibert      |       | Agir  |
| 2e                                              | Pierre Cordier      |       | LR    | Pierre Cordier      |       | LR    |
| 3e                                              | Jean-Luc Warsmann   |       | UDI   | Jean-Luc Warsmann   |       | UDI   |
| * député sortant ne se représentant pas en 2022 |                     |       |       |                     |       |       |

### Résultats à l'échelle du département

#### Résultats par coalition
| Parti et coalition                                           | Parti et coalition                                           | Parti et coalition                            | Premier tour | Premier tour | Premier tour | Second tour   | Second tour   | Second tour | Total Sièges  | +/-           |  |
| Parti et coalition                                           | Parti et coalition                                           | Parti et coalition                            | Voix         | %            | Sièges       | Voix          | %             | Sièges      | Total Sièges  | +/-           |  |
| ------------------------------------------------------------ | ------------------------------------------------------------ | --------------------------------------------- | ------------ | ------------ | ------------ | ------------- | ------------- | ----------- | ------------- | ------------- |  |
|                                                              |                                                              | Les Républicains (LR)                         | 17 024       | 20,22        | 0            | 15 977        | 21,15         | 1           | 1             | 2             |  |
|                                                              | Union des démocrates et indépendants (UDI)                   | 12 332                                        | 14,65        | 0            | 15 575       | 20,62         | 1             | 1           | Nv            |               |  |
| Total Union de la droite et du centre (UDC)                  | Total Union de la droite et du centre (UDC)                  | 29 356                                        | 34,87        | 0            | 31 552       | 41,77         | 2             | 2           | 1             |               |  |
|                                                              | Rassemblement national (RN)                                  | Rassemblement national (RN)                   | 20 078       | 23,85        | 0            | 29 128        | 38,56         | 0           | 0             | en stagnation |  |
|                                                              |                                                              | La France insoumise (LFI)                     | 8 792        | 10,44        | 0            |               |               |             | 0             | en stagnation |  |
|                                                              | Europe Écologie Les Verts (EELV)                             | 5 960                                         | 7,08         | 0            | 0            | en stagnation |               |             |               |               |  |
| Total Nouvelle Union populaire écologique et sociale (NUPES) | Total Nouvelle Union populaire écologique et sociale (NUPES) | 14 752                                        | 17,52        | 0            | 0            | en stagnation |               |             |               |               |  |
|                                                              |                                                              | Agir                                          | 6 602        | 7,84         | 0            | 14 862        | 19,67         | 1           | 1             | Nv            |  |
|                                                              | La République en marche (LREM)                               | 5 544                                         | 6,59         | 0            |              |               |               | 0           | en stagnation |               |  |
| Total Ensemble (ENS)                                         | Total Ensemble (ENS)                                         | 12 146                                        | 14,43        | 0            | 14 862       | 19,67         | 1             | 1           | 1             |               |  |
|                                                              |                                                              | Reconquête (REC)                              | 2 120        | 2,52         | 0            |               |               |             | 0             | Nv            |  |
|                                                              | Centre national des indépendants et paysans (CNIP)           | 923                                           | 1,10         | 0            | 0            | Nv            |               |             |               |               |  |
| Total Reconquête et alliés (REC)                             | Total Reconquête et alliés (REC)                             | 3 043                                         | 3,62         | 0            | 0            | Nv            |               |             |               |               |  |
|                                                              |                                                              | Union des centristes et des écologistes (UCE) | 1 379        | 1,64         | 0            | 0             | Nv            |             |               |               |  |
| Total Les écologistes avec la majorité présidentielle (ÉMP)  | Total Les écologistes avec la majorité présidentielle (ÉMP)  | 1 379                                         | 1,64         | 0            | 0            | Nv            |               |             |               |               |  |
|                                                              | Lutte ouvrière (LO)                                          | Lutte ouvrière (LO)                           | 948          | 1,13         | 0            | 0             | en stagnation |             |               |               |  |
|                                                              |                                                              | Les Patriotes (LP)                            | 608          | 0,72         | 0            | 0             | Nv            |             |               |               |  |
|                                                              | Debout la France (DLF)                                       | 310                                           | 0,37         | 0            | 0            | Nv            |               |             |               |               |  |
| Total Union pour la France (UPF)                             | Total Union pour la France (UPF)                             | 918                                           | 1,09         | 0            | 0            | Nv            |               |             |               |               |  |
|                                                              | Parti animaliste (PA)                                        | Parti animaliste (PA)                         | 248          | 0,29         | 0            | 0             | Nv            |             |               |               |  |
|                                                              | Parti ouvrier indépendant démocratique (POID)                | Parti ouvrier indépendant démocratique (POID) | 226          | 0,27         | 0            | 0             | Nv            |             |               |               |  |
|                                                              | Écologie au centre (EAC)                                     | Écologie au centre (EAC)                      | 156          | 0,19         | 0            | 0             |               |             |               |               |  |
|                                                              | Sans étiquette (SE)                                          | Sans étiquette (SE)                           | 927          | 1,10         | 0            | 0             | Nv            |             |               |               |  |
|                                                              |                                                              |                                               |              |              |              |               |               |             |               |               |  |
| Suffrages exprimés                                           | Suffrages exprimés                                           | Suffrages exprimés                            | 84 177       | 98,14        |              | 75 542        | 93,70         |             |               |               |  |
| Votes blancs                                                 | Votes blancs                                                 | Votes blancs                                  | 1 058        | 1,23         | 3 686        | 4,57          |               |             |               |               |  |
| Votes nuls                                                   | Votes nuls                                                   | Votes nuls                                    | 535          | 0,62         | 1 390        | 1,72          |               |             |               |               |  |
| Total                                                        | Total                                                        | Total                                         | 85 770       | 100          | 0            | 80 618        | 100           | 3           | 3             | en stagnation |  |
| Abstentions                                                  | Abstentions                                                  | Abstentions                                   | 101 161      | 54,12        |              | 106 365       | 56,88         |             |               |               |  |
| Inscrits/Participation                                       | Inscrits/Participation                                       | Inscrits/Participation                        | 186 931      | 45,88        | 186 983      | 43,12         |               |             |               |               |  |

#### Résultats par nuance
| Nuance                 | Nuance                                         | Nuance                 | Premier tour | Premier tour | Premier tour | Second tour | Second tour   | Second tour | Total Sièges | +/-           |  |
| Nuance                 | Nuance                                         | Nuance                 | Voix         | %            | Sièges       | Voix        | %             | Sièges      | Total Sièges | +/-           |  |
| ---------------------- | ---------------------------------------------- | ---------------------- | ------------ | ------------ | ------------ | ----------- | ------------- | ----------- | ------------ | ------------- |  |
|                        | Rassemblement national                         | RN                     | 20 078       | 23,85        | 0            | 29 128      | 38,56         | 0           | 0            | en stagnation |  |
|                        | Les Républicains                               | LR                     | 17 024       | 20,22        | 0            | 15 977      | 21,15         | 1           | 1            | 2             |  |
|                        | Nouvelle Union populaire écologique et sociale | NUP                    | 14 752       | 17,52        | 0            |             |               |             | 0            | en stagnation |  |
|                        | Divers droite                                  | DVD                    | 12 332       | 14,65        | 0            | 15 575      | 20,62         | 1           | 1            | Nv            |  |
|                        | Ensemble !                                     | ENS                    | 12 146       | 14,43        | 0            | 14 862      | 19,67         | 1           | 1            | 1             |  |
|                        | Reconquête                                     | REC                    | 3 043        | 3,62         | 0            |             |               |             | 0            | Nv            |  |
|                        | Divers centre                                  | DVC                    | 1 379        | 1,64         | 0            | 0           | Nv            |             |              |               |  |
|                        | Ecologistes                                    | ECO                    | 1 331        | 1,58         | 0            | 0           | en stagnation |             |              |               |  |
|                        | Divers extrême gauche                          | DXG                    | 1 174        | 1,39         | 0            | 0           | en stagnation |             |              |               |  |
|                        | Droite souverainiste                           | DSV                    | 918          | 1,09         | 0            | 0           | Nv            |             |              |               |  |
|                        |                                                |                        |              |              |              |             |               |             |              |               |  |
| Suffrages exprimés     | Suffrages exprimés                             | Suffrages exprimés     | 84 177       | 98,14        |              | 75 542      | 93,70         |             |              |               |  |
| Votes blancs           | Votes blancs                                   | Votes blancs           | 1 058        | 1,23         | 3 686        | 4,57        |               |             |              |               |  |
| Votes nuls             | Votes nuls                                     | Votes nuls             | 535          | 0,62         | 1 390        | 1,72        |               |             |              |               |  |
| Total                  | Total                                          | Total                  | 85 770       | 100          | 0            | 80 618      | 100           | 3           | 3            | en stagnation |  |
| Abstentions            | Abstentions                                    | Abstentions            | 101 161      | 54,12        |              | 106 365     | 56,88         |             |              |               |  |
| Inscrits/Participation | Inscrits/Participation                         | Inscrits/Participation | 186 931      | 45,88        | 186 983      | 43,12       |               |             |              |               |  |

### Cartes

Nuance politique des candidats arrivés en tête dans chaque commune au 1er tour.
Nuance politique des candidats arrivés en tête dans chaque commune au 2e tour.

### Analyse

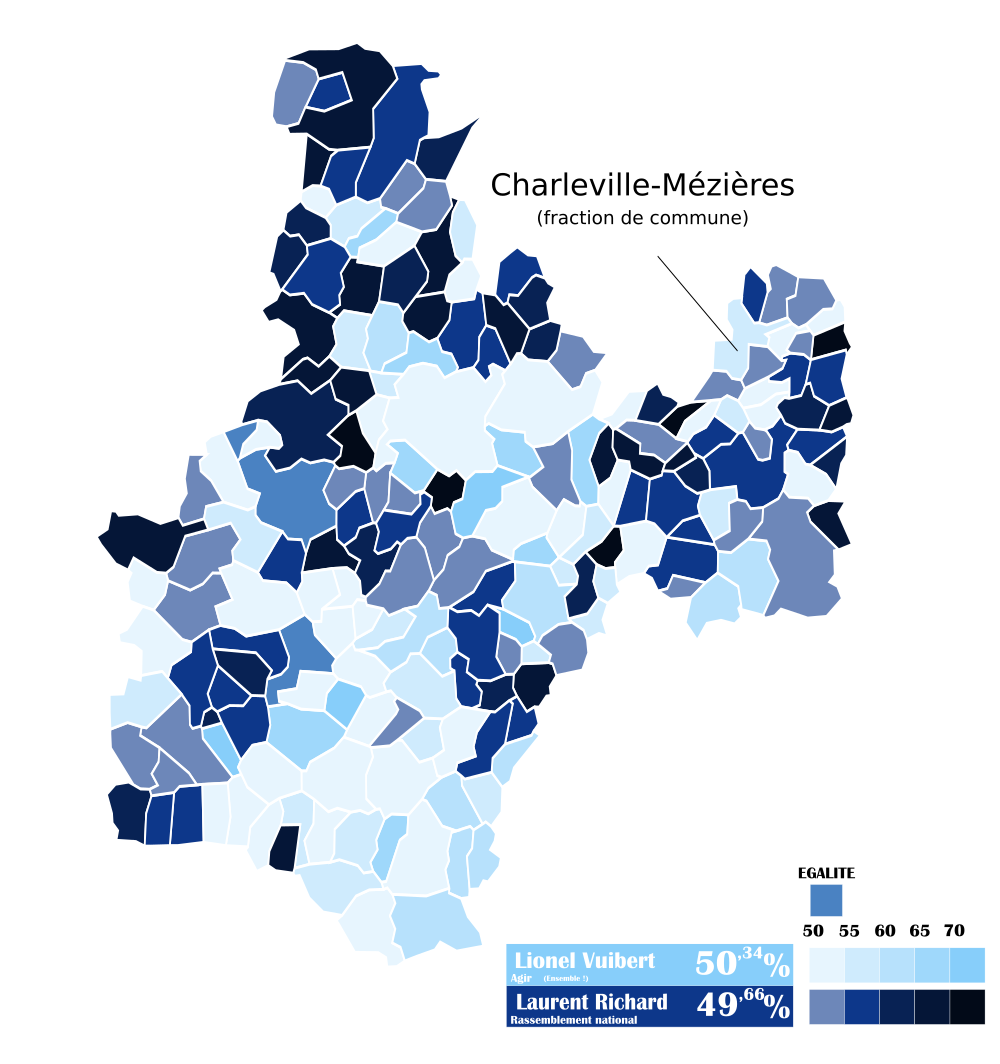
Résultats par commune du second tour dans la première circonscription. Aucun découpage géographique clair ne se dégage, si ce n'est une petite portion au sud-est du secteur acquise à Lionel Vuibert. On note que celui-ci est largement en tête dans la portion de la préfecture incluse dans la circonscription. Symboliquement, on peut aussi remarquer l'égalité parfaite des deux candidats à Château-Porcien, chef-lieu du canton où a été élue la sortante, Bérengère Poletti, de 2015 à 2021.

Si les Républicains en 2017 ont réussi à remporter un grand chelem dans les Ardennes, ces élections de 2022 sont l'occasion de confirmer l'orientation à droite du département tout en diversifiant l'expression de cet ancrage.
On note en premier lieu la réélection des deux sortants se représentant. Jean-Luc Warsmann, député depuis 27 ans, confirme sa mainmise sur son siège de Sedan en approchant les 50 % au premier tour et en écrasant son opposant RN au deuxième avec plus de deux tiers des voix exprimées. On remarque que le changement d'orientation de Warsmann, passé de LR à l'UDI en 2018, n'a pas érodé la confiance de ses électeurs, même s'il ne réédite pas ses élections dès le premier tour de 2002, 2007 et 2012. 
Son collègue Pierre Cordier, resté fidèle à LR, connaît un sort similaire à Charleville-Revin. Il devance de près de 20 points son opposant RN au premier tour, celui-ci se qualifiant avec seulement 500 voix d'avance sur le candidat de la NUPES. L'élimination du candidat insoumis au premier tour semble signer un virage à droite de ce secteur, longtemps acquis aux socialistes de 1981 à 2017 (interruption de 1993 à 1997). Pierre Cordier se défait de son opposant RN sans grande difficulté au second tour avec un score encore plus important que celui de Warsmann.
Le siège le plus indécis est celui laissé vacant par celle qui était députée depuis 20 ans, Bérengère Poletti. Son départ laisse ses électeurs divisés, alors qu'ils l'avaient portée en tête pour son dernier mandat en 2017 avec presque 70 % des voix au second tour face à LREM. Le RN prend une confortable avance au premier tour. Laurent Richard est même le premier candidat d'extrême droite à arriver en tête du premier tour dans l'histoire de la circonscription et le deuxième seulement à se qualifier pour le second tour (un candidat y était parvenu en triangulaire en 1997). Malgré le soutien de la sortante, le candidat de la droite, Guillaume Maréchal, conseiller municipal délégué de Charleville-Mézières et conseiller régional, est éliminé sur le fil dès le premier tour. Il devance tout de même de peu le candidat de la NUPES, l'écologiste Julien Duruisseau. Ces deux candidats laissent Lionel Vuibert, conseiller départemental de Signy-l'Abbaye et maire du village de Faissault, affronter le RN. Le représentant de la majorité présidentielle, soutenu par le maire de Charleville-Mézières, Boris Ravignon, parvient à rattraper son retard du premier tour. Il devance son opposant RN de 198 voix dans ce qui est le duel le plus serré de toute l'ancienne région de Champagne-Ardenne. 

### Résultats par circonscription

#### Première circonscription
Députée sortante : Bérengère Poletti (Les Républicains).
| Candidat                 | Candidat                 | Parti et coalition       | Nuance                   | Premier tour | Premier tour | Second tour | Second tour |
| Candidat                 | Candidat                 | Parti et coalition       | Nuance                   | Voix         | %            | Voix        | %           |
| ------------------------ | ------------------------ | ------------------------ | ------------------------ | ------------ | ------------ | ----------- | ----------- |
|                          | Laurent Richard          | RN                       | RN                       | 8 835        | 27,40        | 14 664      | 49,66       |
|                          | Lionel Vuibert           | Agir (ENS)               | ENS                      | 6 602        | 20,47        | 14 862      | 50,34       |
|                          | Guillaume Maréchal       | LR (UDC)                 | LR                       | 6 339        | 19,65        |             |             |
|                          | Julien Duruisseau        | EELV (NUPES)             | NUP                      | 5 960        | 18,48        |             |             |
|                          | Sébastien Laurent        | REC                      | REC                      | 1 438        | 4,46         |             |             |
|                          | Juliette de Causans      | UCE (ÉMP)                | DVC                      | 1 379        | 4,28         |             |             |
|                          | Arnaud Rennesson         | SE                       | ECO                      | 927          | 2,87         |             |             |
|                          | Nadia Octave             | LO                       | DXG                      | 425          | 1,32         |             |             |
|                          | Patrick Kalmes           | LP (UPF)                 | DSV                      | 344          | 1,07         |             |             |
|                          |                          |                          |                          |              |              |             |             |
| Votes valides            | Votes valides            | Votes valides            | Votes valides            | 32 249       | 97,69        | 29 526      | 92,21       |
| Votes blancs             | Votes blancs             | Votes blancs             | Votes blancs             | 516          | 1,56         | 1 869       | 5,84        |
| Votes nuls               | Votes nuls               | Votes nuls               | Votes nuls               | 245          | 0,75         | 627         | 1,96        |
| Total                    | Total                    | Total                    | Total                    | 33 010       | 100          | 32 022      | 100         |
| Abstention               | Abstention               | Abstention               | Abstention               | 37 927       | 53,47        | 38 945      | 54,88       |
| Inscrits / participation | Inscrits / participation | Inscrits / participation | Inscrits / participation | 70 937       | 46,53        | 70 967      | 45,12       |

#### Deuxième circonscription
Député sortant : Pierre Cordier (Les Républicains).
| Candidat                 | Candidat                 | Parti et coalition       | Nuance                   | Premier tour | Premier tour | Second tour | Second tour |
| Candidat                 | Candidat                 | Parti et coalition       | Nuance                   | Voix         | %            | Voix        | %           |
| ------------------------ | ------------------------ | ------------------------ | ------------------------ | ------------ | ------------ | ----------- | ----------- |
|                          | Pierre Cordier           | LR (UDC)                 | LR                       | 10 685       | 40,98        | 15 977      | 69,39       |
|                          | Baptiste Philippo        | RN                       | RN                       | 5 485        | 21,04        | 7 049       | 30,61       |
|                          | Gilles Loyez,            | LFI (NUPES)              | NUP                      | 4 970        | 19,06        |             |             |
|                          | Polina Beddelem          | LREM (ENS)               | ENS                      | 3 309        | 12,69        |             |             |
|                          | Nadège Jacquemart        | REC                      | REC                      | 682          | 2,62         |             |             |
|                          | Christelle Bellay        | LP (UPF)                 | DSV                      | 264          | 1,01         |             |             |
|                          | Christelle Gallet        | PA                       | ECO                      | 248          | 0,95         |             |             |
|                          | Patrick Benyoucef        | POID                     | DXG                      | 226          | 0,87         |             |             |
|                          | Mink Takawé              | LO                       | DXG                      | 202          | 0,77         |             |             |
|                          |                          |                          |                          |              |              |             |             |
| Votes valides            | Votes valides            | Votes valides            | Votes valides            | 26 071       | 98,57        | 23 026      | 94,24       |
| Votes blancs             | Votes blancs             | Votes blancs             | Votes blancs             | 264          | 1,00         | 1 001       | 4,10        |
| Votes nuls               | Votes nuls               | Votes nuls               | Votes nuls               | 113          | 0,42         | 406         | 1,66        |
| Total                    | Total                    | Total                    | Total                    | 26 448       | 100          | 24 433      | 100         |
| Abstention               | Abstention               | Abstention               | Abstention               | 34 278       | 56,45        | 36 321      | 59,78       |
| Inscrits / participation | Inscrits / participation | Inscrits / participation | Inscrits / participation | 60 726       | 43,55        | 60 754      | 40,22       |

#### Troisième circonscription
Député sortant : Jean-Luc Warsmann (Union des démocrates et indépendants).
| Candidat                 | Candidat                 | Parti et coalition       | Nuance                   | Premier tour | Premier tour | Second tour | Second tour |
| Candidat                 | Candidat                 | Parti et coalition       | Nuance                   | Voix         | %            | Voix        | %           |
| ------------------------ | ------------------------ | ------------------------ | ------------------------ | ------------ | ------------ | ----------- | ----------- |
|                          | Jean-Luc Warsmann        | UDI (UDC)                | DVD                      | 12 332       | 47,69        | 15 575      | 67,75       |
|                          | David Lemoine            | RN                       | RN                       | 5 758        | 22,27        | 7 415       | 32,25       |
|                          | Sophie Perrin            | LFI (NUPES)              | NUP                      | 3 822        | 14,78        |             |             |
|                          | Estelle Drion            | LREM (ENS)               | ENS                      | 2 235        | 8,64         |             |             |
|                          | Bruno North              | CNIP                     | REC                      | 923          | 3,57         |             |             |
|                          | Laure Augier             | LO                       | DXG                      | 321          | 1,24         |             |             |
|                          | Stella Batisse           | DLF (UPF)                | DSV                      | 310          | 1,20         |             |             |
|                          | Monique Peltriaux        | EAC                      | ECO                      | 156          | 0,60         |             |             |
|                          |                          |                          |                          |              |              |             |             |
| Votes valides            | Votes valides            | Votes valides            | Votes valides            | 25 857       | 98,27        | 22 990      | 95,15       |
| Votes blancs             | Votes blancs             | Votes blancs             | Votes blancs             | 278          | 1,06         | 816         | 3,38        |
| Votes nuls               | Votes nuls               | Votes nuls               | Votes nuls               | 177          | 0,67         | 357         | 1,48        |
| Total                    | Total                    | Total                    | Total                    | 26 312       | 100          | 24 163      | 100         |
| Abstention               | Abstention               | Abstention               | Abstention               | 28 956       | 52,39        | 31 099      | 56,28       |
| Inscrits / participation | Inscrits / participation | Inscrits / participation | Inscrits / participation | 55 268       | 47,61        | 55 262      | 43,72       |